# Doménica Aglialoro
Doménica Aglialoro (Caracas, Venezuela, 10 de mayo de 1962) es una artista venezolana de medios mixtos hija de Domenico Aglialoro y Giuseppa Cassata. Fue integrante del Centro de Arte Priapo (Monreale, Italia, 1986-1987).

## Trayectoria académica
- Estudios en la  Escuela Cristóbal Rojas.
- Academia de Bellas Artes de Palermo (Italia), donde se gradúa en 1987.

## Obras
Sus instalaciones han establecido un anecdotario sobre la condición femenina, como en Mucho camisón pa’ Petro (1999), expuesta en el LVII Salón Arturo Michelena, o Ex abundantia cordis os loquiter, reconocida en el mismo salón al año siguiente.
Ha participado en diferentes exposiciones colectivas. Entre ellas: 
- “Palermo Arte Donna 92: poetiche e tendence” (Palazzo Comitini, Palermo, Italia).
- “Intercambio 3” (Mujabo, 1998).

Según Ricardo Bello, algunas de sus obras «recuperan una faceta oculta en las relaciones humanas: es el vestigio de una memoria que aflora en condiciones extremas, en la experiencia del cuerpo reducido a su mínima expresión, a las formas del desierto y la locura» (2000).
Los comienzos de su carrera la vinculan a las artes gráficas y, sobre todo, a las artes del fuego; sin embargo, el giro experimental y técnicamente libérrimo que sus obras adquirieron desde finales de la década de 1990, la han hecho merecedora de numerosos y relevantes galardones en el contexto venezolano.
La instalación Ecce Mulier estuvo concebida como una suite de doce estaciones en las que la artista trabajó la tela, los hilos y el gres.

## Exposiciones individuales
- 1989: “Doménica Aglialoro”, Centro de Arte Priapo, Monreale, Italia.
- 1997: “Ojos de perro azul”, Sala Mendoza.
- 1999: “Ecce mulier”, Sala RG.
- 2000: “Ecce mulier”, Ateneo de Valencia, Edo. Carabobo / “Ecce mulier”, CAMLB.
- 2001: “Doménica Aglialoro”, Galería Moros, Maracaibo.

La muestra “Ecce mulier”, curada por Ricardo Bello, había sido presentada en 1999 en la Sala RG de la Fundación Celarg en Caracas y a principios del 2000 en el Ateneo de Valencia.

## Premios
- 1994: Mención, XXI Salón Nacional de las Artes del Fuego, Galería Braulio Salazar / Mención en escultura, III Bienal Nacional de Artes Plásticas y I Colombo-Venezolana.
- 1995: Segundo premio, obra tridimensional, XX Salón Aragua, MACMMA.
- 1996: Premio Ángel Ramos Giugni, XXIII Salón Nacional de las Artes del Fuego, Galería Braulio Salazar / Mención plástica interactiva, Ateneo de Caracas.
- 1997: Premio Guayana, XXIV Salón Nacional de las Artes del Fuego, Galería Braulio Salazar.
- 1998: Premio Guayana, XXV Salón Nacional de las Artes del Fuego, Galería Braulio Salazar.
- 1999: Premio Harijs Liepins, LVII Salón Arturo Michelena / Premio de escultura, IX Salón Municipal de Arte Alejandro Otero, Cemic.
- 2000: Premio Francisco Narváez, LVIII Salón Arturo Michelena / Premio Conac para las Artes del Fuego, Caracas.
- 2005: Premio Andrés Pérez Mujica, LXII Salón Arturo Michelena.